# NGC 4898
NGC 4898 este o galaxie eliptică situată în constelația Părul Berenicei. A fost descoperită în 6 aprilie 1864 de către Heinrich Louis d'Arrest.